# 맹상훈 (농구 선수)
맹상훈(1994년 6월 17일 ~ )은 2017년 현재 원주 DB 프로미의 포인트 가드로 뛰고 있는 농구 선수이다.

## 경희대학교 시절
4학년 시절 팀의 주장을 맡아 활약하였다.

## 원주 동부 프로미시절
2016년 신인드래프트에서 2라운드 4순위로 원주 동부 프로미에 지명되었다. 2년차 시즌 초반에 준수한 활약을 하고 있다.

## 학력
- 칠곡초등학교 졸업
- 계성중학교 졸업
- 계성고등학교 졸업
- 경희대학교 졸업

## 에피소드
- 지명 후 인터뷰에서 '늦게 뽑혀 기분이 나쁘다. 앞에 뽑힌 선수들보다 뒤처진다고 생각안한다. 앞으로 열심히 하겠다'라고 하여 화제가 되었다.